# Afterlife (musicien)
Pour les articles homonymes, voir Afterlife, Steve Miller (homonymie) et Miller.
Afterlife est le nom de scène du producteur de chill-out britannique Steve Miller.
Il a composé certains morceaux pour les compilations Café del Mar, du bar d'Ibiza homonyme.
Rachel Lloyd prête sa voix à la plupart des morceaux, notamment Dub In Ya Mind[réf. souhaitée].

## Discographie

### Albums
- 1995 - Afterlife (Ripe Recordings)
- 2000 - Simplicity Two Thousand (Hed Kandi)
- 2004 - Speck of Gold (Bar De Lune)
- 2006 - The Afterlife Lounge (I-Label)
- 2009 - Electrosensitive (Bargrooves)
- 2012 - The White Island

### Singles et Extended play
- 1995 - Byzantium Mixes (Ripe Recordings)
- 1996 - A Way Mixes (Ripe Recordings)
- 2000 - The Mix EP (Hed Kandi Records)
- 2005 - Speck of Gold (Bar De Lune)
- 2008 - Let It Go (12"), Afterlife, featuring Cathy Battistessa (Defected)
- 2008 - Dark Star (12" single), Afterlife & Pete Gooding present No Logo (Urbantorque)
- 2009 - Fantasy

### Compilations
- 2000 - Mid Week Breaks (Functional Breaks)
- 2007 - Metropolitan Lounge (CCRE Music)

### Remixes
- Sexual - Amber
- I Will Find You - Clannad
- You Won't Forget About Me - Dannii Minogue
- I Can't Sleep at Night - Dannii Minogue
- American Dream - Jakatta
- A Lira - Solidão No Oceano - Madredeus
- Another Chance - Roger Sanchez
- At Night - Shakedown
- I Wanna Go - Stereo Mutants
- Mad World - Tears for Fears
- Pjanoo - Eric Prydz